# 士象全
士象全是一個象棋術語。說的是象棋残局中某一方的相（象）和仕（士）均没被对方吃掉的局面。士象全可以很好的守护著将（帅）。在一般形势下，一隻车难破士象全，如一方還有车及士象全可以有效地防守對方的双车。双马或双炮士，或双炮双相能胜士象全。